# ジャラスポーン・ブンダサック
ジャラスポーン・ブンダサック（原語表記:จรัสพร บรรดาศักดิ์、ラテン翻記:Jarasporn Bundasak、女性、1993年3月1日 - ）は、タイ王国のバレーボール選手である。ポジションはミドルブロッカー。タイ王国代表。

## 来歴
2013年、ユニバーシアードの代表としてロシアで開催された夏季ユニバーシアード大会に出場し、銅メダルを獲得した。2014年の世界選手権で三大大会に初出場した。2015年のアジア選手権で銅メダルを獲得した。2017年、アジア選手権では銀メダルを獲得した。
2021-22シーズン、V.LEAGUE DIVISION1のデンソーエアリービーズで1シーズンプレーした。

## 球歴
- 世界選手権 - 2014年
- ワールドグランプリ - 2016年
- アジア選手権 - 2015年、2017年

## 所属クラブ
- Nakhon Ratchasima（2010-2014年）
- Bangkok Glass VC（2014-2018年）
- ナコンラチャシマ（2018-2019年）
- ダイヤモンドフード（2019-2021年）
- デンソーエアリービーズ（2021-2022年）
- ナコンラチャシマ（2022年-）